# CRG
Die Firma CRG mit Sitz in Lonato del Garda ist ein italienischer Hersteller für Renn- und Leihkarts und Kartsport-Zubehör.

## Geschichte
Die CRG S.p.A. wurde 1986 durch drei ehemalige italienische Rennfahrer aus dem bereits seit den 1970er Jahren existierenden Unternehmen KALI-Kart gegründet.
Der Name CRG setzt sich aus den Vornamen der Gründer Carlo Vanaria, Roberto Vanaria und Giancarlo Tinini zusammen.
Noch unter dem Namen KALI-Kart wurden zunächst nur in kleinen Stückzahlen Kart-Chassis produziert und vertrieben. Mit dem ersten Sieg in der 125-cm³-Klasse der italienischen Kartmeisterschaft 1979 und weiteren späteren internationalen Erfolgen stieg der Bekanntheitsgrad und das Vertriebsnetz. Zunächst mit dem Hauptaugenmerk auf den europäischen und US-amerikanischen Markt wurde der Vertrieb stetig erweitert. Stand 2014 werden CRG-Produkte weltweit vermarktet.
Seit Mitte der 1990er Jahre entwickelt CRG eigene Kartmotoren, die über das Subunternehmen Maxter S.r.l. als eigenständige Marke vertrieben werden. Im Jahr 2003 wurde das Unternehmen umstrukturiert und CRG S.p.A. mit der Maxter S.r.l. zur Tinini Group zusammengelegt. Seit 2009 ist in Lonato der Hauptsitz beider Unternehmen.
In Deutschland werden CRG-Karts und Zubehör über die Importeure CRG Deutschland Rutsch und Herpich GbR, Prespo GmbH & Co. KG und Arena of Speed GmbH vertrieben.
CRG produziert auch Karts für andere Marken, wie beispielsweise GP Racing Kart, DR Racing Kart, Zanardi Racing Kart, Maranello Kart, Kalí Kart.

## Erfolge
CRG unterhält ein eigenes Rennteam, das in internationalen Meisterschaften und Cup-Veranstaltungen antritt. Das Team kann seit 2006 regelmäßig Siege und Podestplatzierungen in diversen Wettkämpfen für sich verzeichnen.
Viele bekannte Rennfahrer wie beispielsweise die ehemaligen Formel-1-Weltmeister Michael Schumacher, Lewis Hamilton und Kimi Raikkonen fuhren zu Beginn ihrer Motorsportkarrieren mit CRG-Karts Kartrennen.